# Kroksjön (Hammars socken, Närke)
Kroksjön är en sjö i Askersunds kommun i Närke och ingår i Motala ströms huvudavrinningsområde.